# Sultan Al-Touqi
Sultan Mohammed Said Al-Touqi (2 gennaio 1984) è un ex calciatore omanita, di ruolo centrocampista.

## Carriera

### Club
Comincia a giocare in patria, al Muscat. Nel 2005 si trasferisce in Kuwait, all'Al-Qadisiya. Nel 2006 viene acquistato dall'Al Salmiya. Nell'estate del 2007 passa all'Al-Shamal, squadra della massima serie qatariota. Nel 2008 si trasferisce all'Al-Shabab, squadra kuwaitiana. Nel gennaio del 2009 torna in patria, all'Al-Shabab. Nell'estate del 2009 viene acquistato dall'Al-Suwaiq, in cui milita fino al 2013.

### Nazionale
Ha debuttato in nazionale nel 2004. Ha messo a segno la sua prima rete con la maglia della nazionale il 1º settembre 2006, nell'amichevole Oman-Siria (3-0), in cui ha siglato la rete del momentaneo 2-0. Ha partecipato, con la Nazionale, alla Coppa d'Asia 2004 e alla Coppa d'Asia 2007. Ha collezionato in totale, con la maglia della Nazionale, 21 presenze e quattro reti.